# Westminster-model
Het  Westminster-systeem of  Westminster-model  is een parlementair systeem - een reeks procedures voor het besturen van een wetgevende macht - dat werd ontwikkeld in het Verenigd Koninkrijk. 
Soms wordt de term slechts gebruikt voor het formeel democratisch bestel waarbij de wil van een minimale meerderheid (51% van de stemmen) doorslaggevend kan zijn en niet specifiek voor de meeromvattende oorspronkelijk Britse regeling van de wetgevende macht.
De aanduiding komt van het Palace of Westminster, de zetel van het Britse parlement. Ze wordt gebruikt, of werd ooit gebruikt, in het nationale en subnationale staatsrechtelijk bestel van de meeste voormalige koloniën van het Britse rijk bij het verkrijgen van zelfbestuur, te beginnen met de eerste van de Canadese provincies in 1848 en de zes Australische koloniën tussen 1855 en 1890. 
Sommige voormalige Britse koloniën hebben sindsdien echter het presidentiële systeem (bijvoorbeeld Nigeria) of een hybride systeem (bijvoorbeeld Zuid-Afrika) als hun regeringsvorm aangenomen.
Aspecten van het Westminster-systeem zijn onder meer een uitvoerende macht die bestaat uit leden van de wetgever en die verantwoordelijk is voor de wetgever; de aanwezigheid van parlementaire oppositiepartijen; en als ceremonieel staatshoofd een persoon die niet tevens het hoofd van de regering. Het Westminster-systeem staat vaak in contrast met het presidentieel systeem, dat is ontstaan in de Verenigde Staten, of met het semipresidentieel systeem, gebaseerd op de regering van Frankrijk.